# Ernulf
Ernulf († 15. März 1124) war ein Benediktinermönch und Bischof von Rochester.

## Leben
Um das Jahr 1060 trat er in ein Kloster der Benediktiner in der Normandie ein. Er ging auf Anregung von Lanfranc, bei dem er auch gelernt hatte, nach England. Dort lernt er in Canterbury unter anderem Rechtswissenschaften.
Im Jahre 1107 wurde er Abt von Peterborough und im Jahre 1114 Bischof von Rochester in der Grafschaft Kent.